# Mehmet Çakır
Mehmet Çakır (* 4. Januar 1984 in Ankara) ist ein türkischer Fußballspieler.

## Karriere

### Karriere
Çakır begann bei seinem Heimatverein Ankara Şekerspor. Hier spielte er eine Saison lang in der 2. türkischen Liga. Anschließend verpflichtete der Stadtrivale und Erstligist Gençlerbirliği Ankara Çakır, dort spielte er erneut in der 2. Liga für Gençlerbirliği OFTAŞ der zweiten Mannschaft Gençlerbirliğis. Nach 2 Jahren seiner Verpflichtung spielte er das erste Mal für die erste Mannschaft. In der laufenden Saison hat er nach 4 Spieltagen 3 Tore erzielt.
Im Frühjahr 2011 wechselte er zum türkischen Traditionsverein Trabzonspor. Nachdem er hier nicht überzeugen konnte, verließ er im September 2011 diesen Verein und ging zum Ligakonkurrenten Kardemir Karabükspor. Hier spielte er bis zum Sommer 2012 und verließ den Verein nach gegenseitigem Einvernehmen. Ab dem 12. Januar 2013 stand er bei Elazığspor unter Vertrag.
In den letzten Tagen der Sommertransferperiode unterschrieb er bei seinem alten Verein MKE Ankaragücü einen zweijährigen Vertrag. Im Sommer 2014 kehrte er zu Elazığspor zurück und verließ diesen Ende April 2015 wieder. Zur neuen Saison wechselte er zum Ligarivalen Samsunspor. In der Wintertransferperiode 2016/17 wechselte er zum Drittligisten Kastamonuspor 1966.

### Nationalmannschaft
Çakır lief elfmal für die Türkische U-21 Nationalmannschaft auf.